# Natalja Nikolajewna Djomkina
Natalja Nikolajewna Djomkina (eigentlich: russisch Наталья Николаевна Дёмкина, auch bekannt als Natasha Demkina; * 1987 in Saransk, Sowjetunion) ist eine Frau mit angeblich parapsychologischen Fähigkeiten.

## Überblick
Sie erlangte Bekanntheit als das „Röntgen-Mädchen“ (russ. „Dewotschka Rentgen“). Nach eigenen Angaben beherrscht sie einen zweiten Blick, welcher ihr ermöglichen soll, menschliche Innereien zu erkennen. Nach Angaben von   Massenmedien lägen ihre Diagnosen so genau wie oder genauer als die von Ärzten mit medizinischen Gerätschaften. Während eines Experimentes am 1. Mai 2004, welches von Discovery Channel ausgestrahlt wurde, gelang es ihr nicht, ihre Fähigkeiten genau unter Beweis zu stellen, sondern erreichte nur 80 % der nötigen Anforderungen. Nach Djomkinas eigener Stellungnahme sollen dabei Nachteile im Voraus inszeniert worden sein.

## Das Phänomen
Nach Angaben Nataljas und ihrer Eltern begannen die ungewöhnlichen Fähigkeiten der Tochter im Alter von zehn Jahren. Anfangs „durchblickte“ Natalja Freunde und Bekannte, größere Aufmerksamkeit bekam das Phänomen jedoch im Winter 2003/2004, als darüber im Fernsehen berichtet wurde. Zu dieser Zeit befand sich Natalja im letzten Schuljahr. Im Januar 2004 besuchte Natalja (gemeinsam mit ihrer Mutter), auf Einladung von The Sun London, wo sie während einer Live-Sendung ihre Fähigkeiten unter Beweis stellte. So nahm sie ebenso an einem Versuch teil, welcher von dem Boulevardblatt The Sun organisiert worden war. Als „experimentelles Material“ meldete sich die Journalistin Bryony Wordan, die multiple Frakturen bei einem Verkehrsunfall erlitten hatte.

## Untersuchung durch Tests
Im März 2004 wurde der amerikanische Sender Discovery Channel (spezialisiert auf Populärwissenschafts- und Bildungsprogramme) auf das Mädchen aufmerksam. Diesmal setzten sich keine Journalisten, sondern das Committee for Skeptical Inquiry (CSI) (damals noch Committee for the Scientific Investigation of Claims of the Paranormal, CSICOP) sowie die Commission for Scientific Medicine and Mental Health (inzwischen nicht mehr bestehend) mit dem Experiment auseinander. Bei der Vorbereitung der Experimente beteiligten sich die Professoren für Psychologie, Ray Hyman von der Universität von Oregon (USA) und Richard Wiseman von der Hertfordshire-Universität (Großbritannien) sowie Andrew Skolnick, welcher seit über zehn Jahren als Journalist tätig und Herausgeber des Journal of the American Medical Association war.

### Aufbau des Experiments
Das Experiment wurde wie folgt organisiert: Natalja sollte sich sieben Freiwillige ansehen, von denen sechs auf Röntgenaufnahmen sichtbare Anomalien aufwiesen (einer der Beteiligten besaß diese nicht), und auf speziellen Karten mit der Beschreibung der Leiden in englischer und russischer Sprache die Nummer des Experiment-Teilnehmers notieren, welcher die darauf abgebildeten Leiden aufwies. Nach dem Experiment ergaben sich fünf richtige Ergebnisse von sieben als Kriterium für den Nachweis und wären für die Kommission Grund gewesen, sich auf weitere Studien um das Phänomen Natalja zu begeben. Diese experimentellen Umstände waren mit Natalja und ihrer Mutter bereits zuvor vereinbart worden und sie stimmten dem zu. Die Freiwilligen besaßen weitere Besonderheiten: entfernter Appendix nach Blinddarmentzündung, entfernter Unterteil der Speiseröhre, metallisch-chirurgische Clips (Klammern) auf dem Brustkorb nach einer Herzoperation, ein künstliches Hüftgelenk, entfernter Oberlappen der linken Lunge und ein Metallblech, welches den Defekt des Schädelknochens abdeckte.

### Auswertung des Experiments
Als Resultat des Experiments lieferte Natalja korrekte Antworten in vier Fällen. So wurde das Ergebnis, bei dem die Wahrscheinlichkeit zu Erraten 1,8 % betrug, als unbefriedigend eingestuft. Zudem dauerte die Diagnosestellung vier Stunden, obwohl sie zuvor angegeben hatte, dass sie eine Diagnose in wenigen Minuten stellen könne. Wohlgemerkt schloss die Versuchsanordnung sowohl Augenkontakt als auch Gespräche mit den Teilnehmern und Fortbewegung vor ihren Augen aus, was bisher Teil ihrer „Arbeit“ war. Der Test wurde in sechs Runden durchgeführt. Vor jedem Versuch erklärte man Natalja ausführlich (die Texte auf Russisch und Englisch sowie Abbildungen benutzend), welchen Defekten Aufmerksamkeit geschenkt werden müsse. Der größte Fehler im Sinne ihrer behaupteten Fähigkeit war, dass sie nicht in der Lage war, die große Metallplatte im Schädel eines Freiwilligen zu identifizieren. Auch wurden mehrere Verstöße gegen die Prüfung zur Kenntnis genommen. Beispielsweise tauchte Natalja bei einem Test vor der festgelegten Zeit auf und sah, wie zwei der Freiwilligen sich über einen langen Treppenschacht zum Gebäude, in dem der Test stattfinden sollte, begaben. So hatte sie die Möglichkeit, ihre physische Verfassung zu beurteilen. Im Raum der Testverläufe war, entgegen dem ursprünglichen Protokoll, Nataljas Mutter anwesend. Die Freundin Nataljas, die als Dolmetscherin auftrat, bekam und versendete im Zeitraum der Studie immer wieder SMS-Nachrichten. Die Organisatoren des Experiments gaben in ihrem Bericht an, dass alle korrekt erratenen Fälle zu denen gehören, deren scheinbarer Zustand sich eher am Gesundheitszustand zeigt. Beispielsweise war der gesunde Freiwillige der jüngste und augenscheinlich gesündeste in der Gruppe, die Person, die eine Herzoperation hinter sich hatte, war eine der ältesten und am gebrechlichsten aussehenden. Zudem wählte Natalja fehlerhaft für die Kategorie „Person mit Schädeloperation“ einen Freiwilligen, der zum Test mit einer Baseball-Kappe erschienen war. Trotz der Verstöße führte die Kommission das Testverfahren dennoch durch, das darauf beruhte, dass der Zweck der Untersuchung nicht auf der Freilegung von Nataljas Fähigkeiten basierte. Die Ergebnisse sollten zeigen, ob die Fähigkeiten des „Röntgen-Mädchens“ weiterer Studien bedürften.

## Nataljas Reaktion
Das „Röntgen-Mädchen“ selbst war mit den Schlussfolgerungen der Kommission nicht einverstanden. Sie wies darauf hin, dass sie keinerlei Erfahrung beim Empfang mehrerer Patienten gleichzeitig habe. Auch sprach sie von feindseliger psychologischer Atmosphäre, die während des Experimentes herrschte. Im Jahre 2004 absolvierte Natalja die Schule mit bestandenem einheitlichen Staatsexamen mit 96 Punkten (russ. Единый государственный экзамен, ЕГЭ; Jediny gossudarstwenny eksamen, Je.G.E) und wurde Studentin der Medizinischen Fakultät der Moskauer Staatsuniversität für Medizin und Zahnmedizin (russ. Московский государственный медико-стоматологический университет).